# BBC Дикие Карибы
«Дикие Карибы» — четырёхсерийный документальный фильм BBC nature о дикой природе, исследующий естественную и культурную историю Карибских островов и Карибского моря. Он был впервые транслирован в Великобритании по BBC Two в январе 2007 года. Сериал был спродюсирован студией BBC Natural History Unit и создан на основе рассказа актёра Стивом Туссеном. Этот сериал также транслировался в Австралии на телеканале ABC1 каждое воскресенье в 19:30 с 15 февраля 2009 года
.
Сериал включён в блок фильмов о естественной истории «Континенты». Ему предшествовал «Европа: естественная история» в 2005 году и продолжил «Дикий Китай» в 2008 году.

## Эпизоды

### 1. «Острова сокровищ»
Трансляция в Великобритании 16 января 2007 года
Первый эпизод посвящён разнообразию естественной истории Карибского моря и обнаруживает дикую сторону островов. Пятнистые дельфины и афалины плавают на мелких песчаных берегах вокруг Багамских островов. Мангровые леса неглубоких лагун Барбуды предоставляют идеальные места для гнездования самой большой колонии фрегатов в Карибском море. В кадре птицы соперничают за лучшие места и переносят плавающие палочки на крыльях. Соседние острова Сент-Люсия, Сент-Винсент и Доминика имеют свои характерные особенности. На покрытых густым лесом склонах вулканических гор обитают редкие колибри и попугаи. Эти плодородные почвы также привлекают людей, но сцены извержения Монтсеррата за последние годы показывают угрозу, с которой они сталкиваются. Глубокие воды у берегов Доминики являются местом размножения кашалотов, которые отличаются тактильным социальным поведением на поверхности. Пещеры являются особенностью известняковой геологии Кубы и дают дом для миллионов летучих мышей, а также кубинских удавов и хутий, последних из впервые снятых в дикой природе видов. Южные острова АВС (Аруба, Бонайре и Кюрасао), охваченные сухими пассатами, являются виртуальными пустынями. Каждый год 20 тысяч карибских фламинго прибывают, чтобы размножиться на высохших озёрах. В прозрачных водах вокруг Бонайре обитает наибольшее разнообразие рифовых рыб по сравнению с другими точками Карибского бассейна. Последний остров, запечатлённый в эпизоде, — это Тринидад, отрезанный от Южной Америки повышением уровня моря 2000 лет назад. Его островная фауна включает в себя множество материковых видов, таких как ревуны, капуцины и красные ибисы.

### 2. «Рифы и затонувшие корабли»
Трансляция в Великобритании 23 января 2007 года
Коралловые рифы, цветущие в тёплых, мелких водах вокруг Карибских островов, являются темой второго эпизода. Твёрдые кораллы являются рифостроителями и отращивают свои жёсткие внешние скелеты, извлекая питательные вещества из водорослей, растущих в них. Замедленная киносъёмка показывает, что ночью появляются коралловые полипы, которые задерживают дрейфующий планктон. Морская флора и фауна включает в себя кальмаров рифа Карибского бассейна, осьминога и голубых хирургов. В Сильвер Бэнк, коралловых породах к северу от Доминиканской Республики, ежегодно проходит до 3000 горбатых китов. Мелкие рифы представляют собой постоянную угрозу для судов, но каждое затонувшее судно обеспечивает идеальную среду обитания для роста нового рифа. Усатые акулы-няньки пользуются убежищем, а абудефдуфы откладывают яйца прямо на обломках. Вокруг гористых островов рифы погружаются в глубокий океан при падениях. Затонувший корабль на глубине 200 м скрывает глубоководные формы жизни, включая морские лилии и ржавчину, образованные бактериями и грибками, поедающими сам стальной корпус. Протянувшись на 180 миль от побережья Центральной Америки, Карибский барьерный риф является вторым по величине коралловым сооружением на Земле и домом для изобилия жизни. Днём крупные существа, такие как логгерхеды и редкие ламантины мирно передвигаются, но ночью тарпоны и другие хищники выходят на охоту. В финальные сцены вошло ежегодное собрание луцианов, вызванное полной луной. Когда они выходят на поверхность и выпускают обилие молоки и яиц, китовые акулы поднимаются, чтобы воспользоваться неожиданным праздником.

### 3. «В аду тропических ураганов»
Трансляция в Великобритании 30 января 2007 года
В период с июня по ноябрь в Карибском бассейне ежегодно происходит около шести ураганных штормов. В этом эпизоде рассматривается их влияние на людей и дикую природу. Ураганные ветры образуют разрушительные волны, которые могут нанести катастрофический ущерб прибрежным рифам. Некоторые кораллы достаточно прочны, чтобы выдержать удар, но другие разрывает. Однако, если они располагаются в подходящем месте, даже сломанные фрагменты могут регенерировать. Штормовые волны наносят значительный ущерб прибрежным сооружениям и пляжам, и морские черепахи особенно уязвимы. Четыре из пяти детёнышей зелёной черепахи на Большом Каймане погибли во время урагана «Иван» в 2004 году. Низменные острова могут быть полностью затоплены штормовыми волнами. Коричневые анолисы Багамских островов вполне могут утонуть, но их яйца могут пережить погружение на шесть часов. Прибрежные мангровые заросли являются важным природным барьером против ураганов. Далее вглубь страны растения и животные тропических лесов разработали тактику выживания при ураганах. Деревья tabonuco соединяют свои корни вместе, образуя прочный якорь, а колибри перемещаются в незатронутые части леса. Единичное экстремальное событие может быть разрушительным для видов с ограниченным ареалом. В 1989 году ураган «Хьюго» уничтожил популяцию пуэрто-риканских амазонов, оставив только три гнездящиеся пары. В свою очередь зелёные игуаны использовали плавающие обломки для колонизации новых островов, показывая, что устойчивость и адаптивность являются ключом к выживанию. С изменением климата учёные предсказывают более частые и интенсивные ураганы в будущем, способность дикой природы Карибов к выживанию и восстановлению от них пройдёт серьёзную проверку на прочность.

### 4. «Тайные берега»
Трансляция в Великобритании 6 февраля 2007 года
Последний эпизод снят в виде путешествия по карибскому побережью Центральной Америки, которое простирается на 1700 миль от Панамы до Мексики. Панамский канал располагается на высоте 25 метров над уровнем моря и зависит от стока рек из близлежащих тропических лесов для поддержания уровня воды. Дикую природу побережья представляют капибара, коати и паукообразные обезьяны. Острова Бокас-дель-Торо теперь лежат в нескольких милях от побережья Панамы, но когда-то были частью материка. Колумбийский ревун — это материковая особь, оказавшаяся в затруднительном положении из-за повышения уровня моря. Остальные, как например древолазы, переходят к новым формам или адаптируют своё поведение; трёхпалые ленивцы эволюционировали, чтобы питаться мангровыми листьями и даже плавать между деревьями. Дальше на севере прибрежные мангровые болота являются богатыми охотничьими угодьями для двух разных существ: белолобые капуцины раскалывают открывшиеся раковины моллюсков, а игуаны ловят крабов. Цветение планктона в глубоких водах вокруг островов Бэй запускает пищевую цепочку. Китовые акулы проглатывают приманку, и сардины присоединяются к празднику. Мексиканский известняковый полуостров Юкатан изобилует затопленными пещерами, где обитают странные существа, в том числе ремипедии и изоподы. В открытом море Terneffe — один из многих коралловых атоллов. Редкие острорылые крокодилы вылупляются в своих укрытиях в мангровых зарослях, а великолепные фрегаты окружают красноногих олушей, когда те возвращаются кормить своих птенцов, заставляя их выбрасывать добычу в воздухе. В программе также запечатлены коренные народы куна островов Сан-Блас и мискито из Гондураса.

## Прокат и релизы
Книга, саундтрек и DVD-диск доступны для сопровождения сериала:
- 5 февраля 2007 года был выпущен двухдисковый набор DVD региона 2 (BBCDVD1998), включающий все четыре полнометражных эпизода и бонусный 30-минутный документальный фильм «Дикая природа на Игуанах». Версия для региона 4 также была выпущена ABC DVD/Village Roadshow 1 марта 2009 года[6].
- Оригинальная партитура Дэвида Лоу была выпущена 29 января 2007 года в виде саундтрека Wild Caribbean на лейбле EMI.
- Прилагаемая книга в мягком переплёте «Дикие Карибы: скрытые чудеса самых известных островов мира» Майкла Брайта была опубликована BBC Books 4 января 2007 года (ISBN 0-563-49383-6).